# 霧降高原

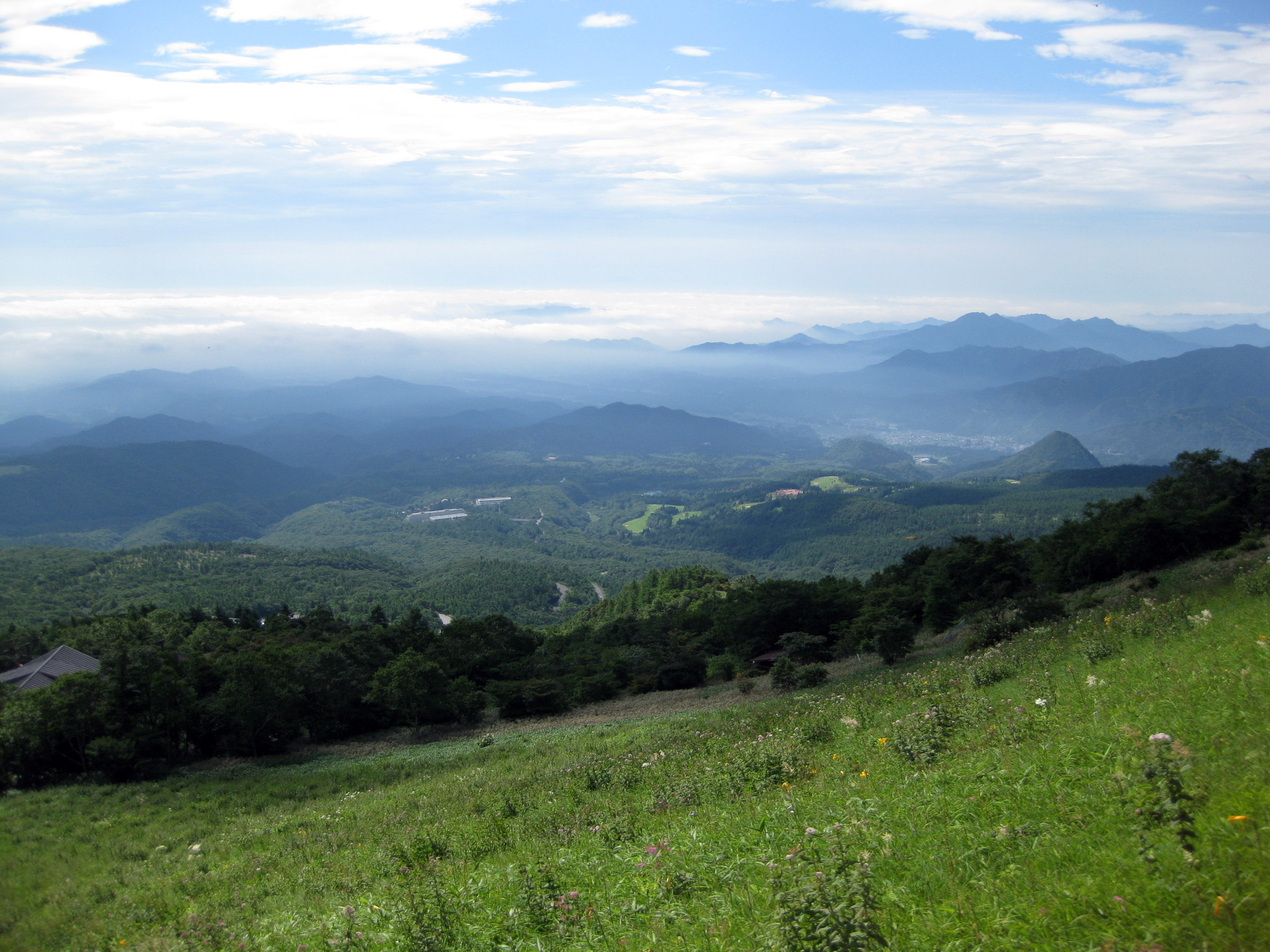
キスゲ平より望む霧降高原

霧降高原（きりふりこうげん）は、栃木県日光市市街地北方、日光国立公園の女峰山東山麓に広がる高原である。
キスゲ平、霧降ノ滝などの豊かな自然とハイキングコース、キャンプ場、ゴルフ場などの観光施設、別荘地などが整備され一年を通して楽しめるリゾート地となっている。

## 高原内の著名な施設
- キスゲ平園地（旧霧降高原スキー場）
- 栃木県立日光霧降アイスアリーナ・日光霧降スケートセンター
- 大笹牧場

### 六方沢橋
標高1,434 mの六方沢に架けられた長さ320 mの逆ローゼ型アーチ橋。谷底からは134 mの高さにある。橋の両側に見学用無料駐車場がある。

## 交通
車
日光宇都宮道路日光ICから栃木県道169号栗山日光線を約12 km
公共交通機関
東武鉄道東武日光駅、JR日光線日光駅より東武バス日光のバス路線
春季から秋季は、霧降の滝 - 霧降高原までの運行
冬期は、日光霧降アイスアリーナ経由霧降の滝までの運行